# Ich bin ein Berliner

Les quatre secteurs d'occupation militaire de Berlin.

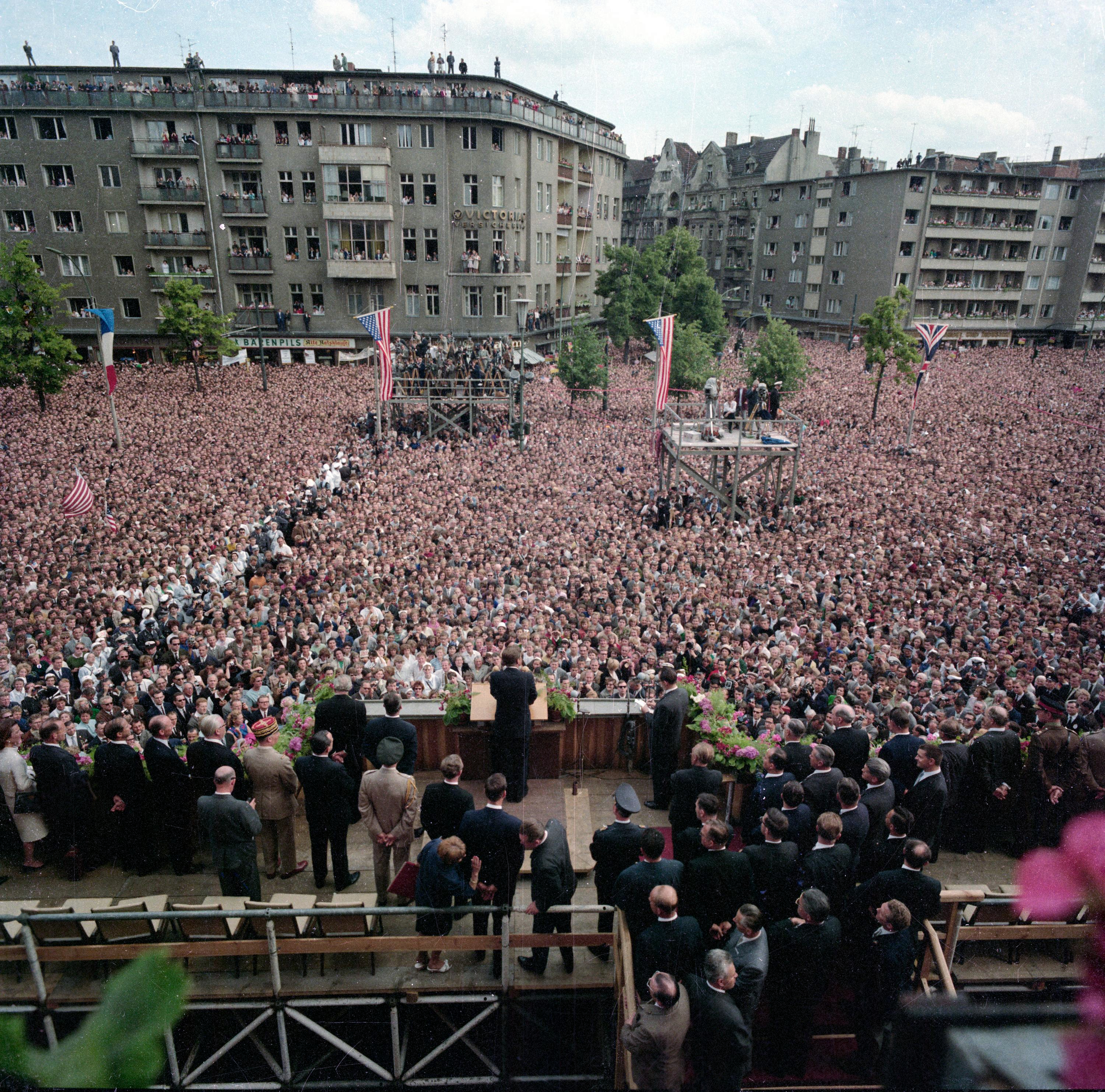
Discours de Kennedy à l'hôtel de ville de Schöneberg le 26 juin 1963.

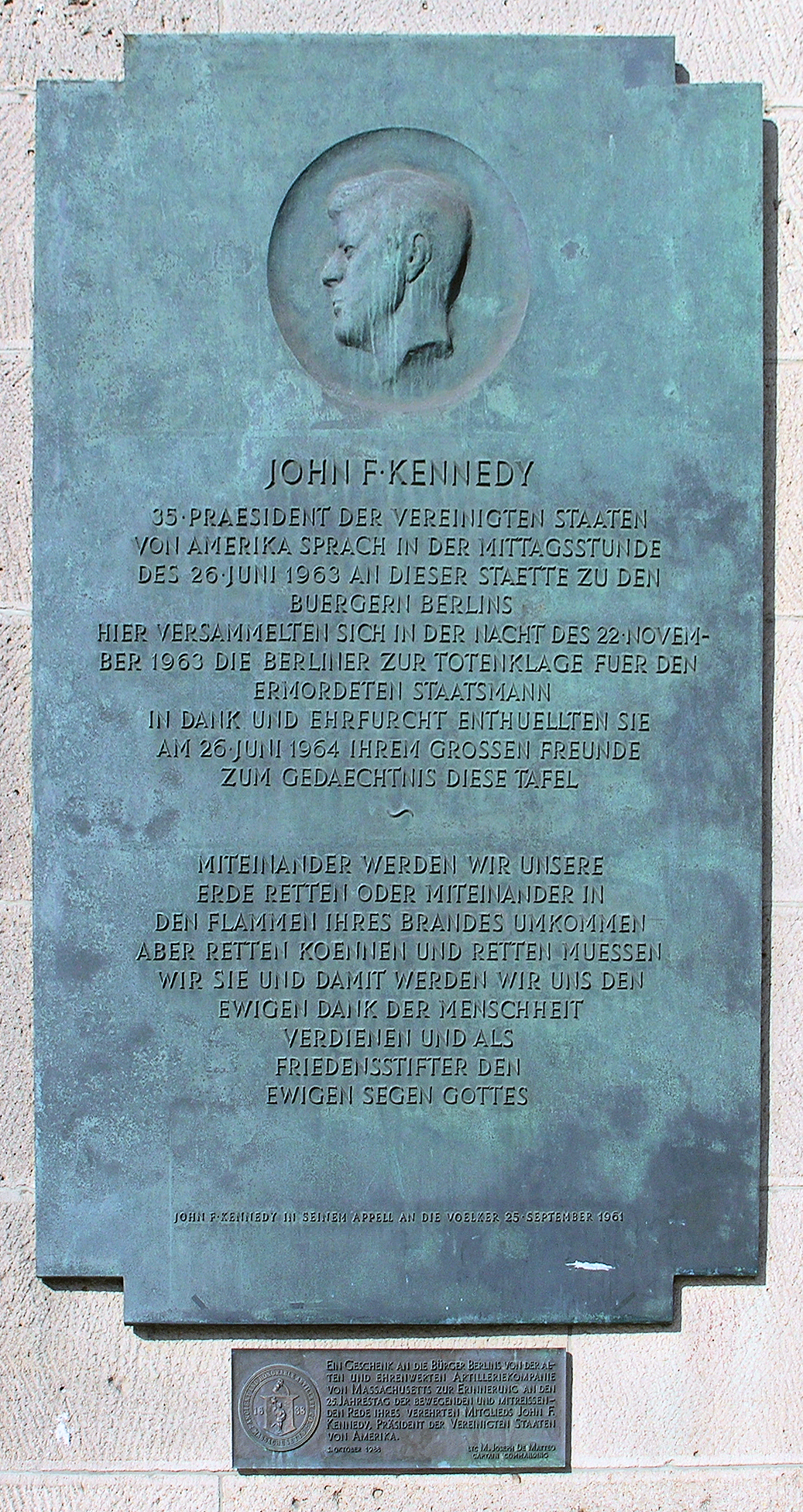
Table commémorative du discours de Kennedy devant l'hôtel de ville.

« Ich bin ein Berliner » [ˈʔɪç ˈbɪn ʔaɪn bɛɐ̯ˈliːnɐ] (« Je suis un Berlinois ») est une célèbre phrase prononcée par John Fitzgerald Kennedy, alors président des États-Unis, dans le discours qu'il fit lors de sa visite à Berlin-Ouest le 26 juin 1963, à l'occasion des quinze ans du blocus de Berlin.

## Histoire
Ce discours de Kennedy est considéré comme l'un de ses meilleurs, mais aussi comme un moment fort de la guerre froide. Il avait pour but de montrer le soutien des États-Unis aux habitants de l'Allemagne de l'Ouest, et notamment aux Berlinois de l'Ouest qui vivaient dans une enclave en Allemagne de l'Est — au milieu de territoires communistes, alors délimités depuis presque deux ans par le mur de Berlin — et craignaient une possible invasion de la part des troupes du bloc soviétique. Le discours tranche avec l'attitude peu engagée et assez tiède des États-Unis au début de la crise berlinoise.
Depuis le balcon de l'hôtel de ville de Schöneberg, qui était alors le siège de la municipalité de Berlin-Ouest, située en secteur d'occupation américain, Kennedy lance :

« Il y a 2 000 ans, la plus grande marque d’orgueil était de dire civis Romanus sum (« je suis citoyen romain »). Aujourd'hui, dans le monde libre, la plus grande marque d’orgueil est de dire Ich bin ein Berliner. […] Tous les hommes libres, où qu'ils vivent, sont des citoyens de Berlin. Par conséquent, en tant qu'homme libre, je suis fier de prononcer ces mots : Ich bin ein Berliner! »

Après l'attentat du 19 décembre 2016 à Berlin, la phrase de Kennedy a été reprise, entre autres, par le grand-rabbin de France Haïm Korsia. 
Elle s'est popularisée sur Internet en inspirant les modèles « Je suis Charlie », « Je suis Paris » ou « Je suis Bruxelles »,,,,,.

## Extrait du discours
Voici un extrait du discours prononcé par le président J. F. Kennedy le 26 juin 1963 :

« Il y a beaucoup de gens dans le monde qui ne comprennent pas ou qui prétendent ne pas comprendre quelle est la grande différence entre le monde libre et le monde communiste.
Qu'ils viennent à Berlin !
Il y en a qui disent qu'en Europe et ailleurs, nous pouvons travailler avec les communistes. Qu'ils viennent à Berlin ! Lass’ sie nach Berlin kommen!
Notre liberté éprouve certes beaucoup de difficultés et notre démocratie n'est pas parfaite. Cependant, nous n'avons jamais eu besoin, nous, d'ériger un mur […] pour empêcher notre peuple de s'enfuir. […] Le mur fournit la démonstration éclatante de la faillite du système communiste. Cette faillite est visible aux yeux du monde entier. Nous n'éprouvons aucune satisfaction en voyant ce mur, car il constitue à nos yeux une offense non seulement à l'histoire mais encore une offense à l'humanité. […]
Tous les hommes libres, où qu'ils vivent, sont des citoyens de Berlin. Par conséquent, en tant qu'homme libre, je suis fier de prononcer ces mots : Ich bin ein Berliner! »

## Controverse sur la syntaxe
Selon une légende urbaine apparue au cours des années 1980 et fréquemment reprise par les médias francophones, Kennedy aurait commis une faute grammaticale qui aurait changé le sens de sa phrase. Selon cette interprétation erronée, la phrase correcte aurait dû être « Ich bin Berliner » car « Ich bin ein Berliner » signifierait « je suis un Berliner », autrement dit une boule de Berlin, c'est-à-dire un beignet. Cette interprétation a été reprise à l'époque par de nombreux médias anglo-saxons de bonne réputation (The New York Times, BBC, The Guardian, etc.). En réalité, les deux formes sont parfaitement correctes,, et même si la phrase « Ich bin Berliner » est plus fréquente, elle aurait été étrange de la part de Kennedy qui s'exprimait au sens figuré : en effet, « Ich bin Berliner » aurait donné l'impression qu'il se présentait comme étant véritablement originaire de Berlin, ce qui n'est pas le cas.